# Symbioseanemone

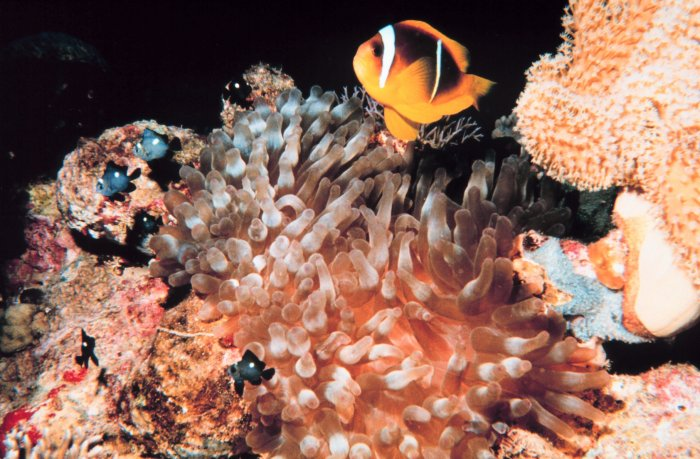
Blasenanemone (Entacmaea quadricolor) mit Rotmeer-Anemonenfisch (Amphiprion bicinctus) und Dreipunkt-Preußenfische (Dascyllus trimaculatus)

Symbioseanemonen sind Seeanemonen (Anthozoa), die mit andersartigen Lebewesen in Symbiose leben. Am bekanntesten ist die Symbiose mit den
Anemonenfischen (Amphiprion). 
Die Symbioseanemonen bieten den Anemonenfischen, die alle schlechte Schwimmer sind, Schutz vor Raubfischen. Auch die Anemonenfische schützen ihre Symbiosepartner vor Fressfeinden, z. B. Falterfischen. Annahmen, die Fische würden ihre Partner füttern, konnten nicht bestätigt werden, dagegen werden Symbioseanemonen, deren Fischpartner weggefangen wurden, bald von Falter- oder Feilenfischen gefressen. Die Anemonen werden sehr groß: 30 Zentimeter bis 1,5 Meter im Durchmesser. Alle Symbioseanemonen beherbergen auch Zooxanthellen, symbiotische Algen, die zur Ernährung des Wirtes beitragen. Symbioseanemonen leben im tropischen Bereich des Indopazifik im Flachwasser der Korallenriffe.

## Arten
Arten, die Wirte für Anemonenfische und/oder andere Arten sind. Zu dieser Gruppe gehören zehn Arten, die nicht alle näher miteinander verwandt sind.
- Familie: Actiniidae
  - Blasenanemone, Kupferanemone (Entacmaea quadricolor)
- Familie: Heteractidae
  - Glasperlen-Anemone (Heteractis aurora)
- Familie: Stichodactylidae
  - Lederanemone (Radianthus crispa)
  - Korkenzieheranemone (Radianthus doreensis)
  - Prachtanemone (Radianthus magnifica)
  - Hawaii-Anemone (Radianthus malu)
  - Riesenanemone (Stichodactyla gigantea)
  - Teppichanemone (Stichodactyla haddoni)
  - Mertens Anemone (Stichodactyla mertensii)
- Familie: Thalassinthidae
  - Noppenrand-Anemone (Cryptodendrum adhaesivum)

Weitere in Symbiose oder in einem kommensalen Verhältnis lebende Seeanemonenarten:
- Die Wachsrose (Anemonia sulcata) ist der Wirt für die Anemonengrundel (Gobius bucchichii), die Anemonen-Seespinne (Inaachus phalangium) und die Schwebegarnele Leptomysis mediterranea.
- Die Karibische Goldrose (Condylactis gigantea) ist Symbiosepartner von Krebstieren wie den Partnergarnelen.
- Urticina lofotensis dient kleineren Exemplaren von Oxylebius pictus als Schlafplatz.
- Die Mantelaktinie (Adamsia palliata) und die Schmarotzerrose (Calliactis parasitica) besiedeln Schneckenschalen, die wiederum von Einsiedlerkrebsen als Gehäuse benutzt werden. Hauptvorteil für die Anemone ist die Mobilität des Krebses.